# Walter Ris
Walter Ris (Chicago, 4 de enero de 1924-Mission Viejo, 25 de diciembre de 1989) fue un nadador estadounidense especializado en pruebas de estilo libre, donde consiguió ser campeón olímpico en 1948 en los 100 metros.

## Carrera deportiva
En los Juegos Olímpicos de Londres 1948 ganó la medalla de oro en los 100 metros estilo libre, con un tiempo de 57.3 segundos que fue récord olímpico, y en también el oro en los relevos de 4x200 metros libre, por delante de Hungría y Francia (bronce).